# استن کالیمور
استن کالیمور (به انگلیسی: Stan Collymore) بازیکن فوتبال زادهٔ ۲۲ ژانویه ۱۹۷۱ اهل انگلستان که سابقهٔ بازی در تیم ملی فوتبال انگلستان را در کارنامهٔ خود دارد. وی در تاریخ ۳ ژوئن ۱۹۹۵ نخستین بازی ملی خود را در مقابل تیم ملی فوتبال ژاپن انجام داد و با حضور در ۳ بازی ملی، در تاریخ ۱۰ سپتامبر ۱۹۹۷ واپسین بازی ملی‌اش را در برابر تیم ملی فوتبال مولداوی برگزار کرد.